# ミッチ・カプチャック
ミッチェル・カプチャック (Mitchell Kupchak, 1954年5月24日 - ) は、アメリカ合衆国の元プロバスケットボール選手、エグゼクティブ。身長206cm、体重104kg。ポジションはパワーフォワード。1976年モントリオール五輪金メダリスト。2018年よりシャーロット・ホーネッツのゼネラルマネージャーを務めている。

## 経歴

### 選手時代
ノースカロライナ大学に進学したカプチャックは最終学年時の1976年に平均17.6得点11.3リバウンドを記録し、ACC年間最優秀選手とオールアメリカ2ndチームに選ばれた。同年モントリオール五輪アメリカ代表の一員として金メダルを獲得した。
1976年、カプチャックはNBAドラフト全体13位でワシントン・ブレッツに入団した。1年目は平均10.4得点でオールルーキー1stチームに選出された。2年目の1977-78シーズンにはキャリアハイとなる平均15.9得点を記録した。ブレッツはこの年ファイナルでシアトル・スーパーソニックスを破って初優勝を果たした。翌1978-79シーズンも2年連続でファイナルに駒を進めたがソニックスに敗れた。カプチャックはブレッツで5シーズンプレーし、平均12.1得点を記録した。
カプチャックは1981年にトレードでロサンゼルス・レイカーズに移籍した。移籍1年目の1981-82シーズン途中で膝を負傷して戦線離脱し（レイカーズはこの年にリーグ制覇を達成）、翌シーズンも全休した。1983年に復帰して以降はロールプレイヤーとしてチームを支え、1985年には自身2度目のNBA制覇を経験した。現役ラストゲームとなった1986年プレーオフのウェスタンカンファレンス決勝第5戦では、ヒューストン・ロケッツのアキーム・オラジュワンと乱闘を起してともに退場処分となった。NBAでの成績は、510試合の出場で通算5,202得点2,730リバウンド（平均10.2得点5.4リバウンド）であった。

### エグゼクティブ時代
現役引退後、カプチャックはレイカーズのフロントに入り、当時ゼネラルマネージャーを務めていたジェリー・ウェストのもとで働いた。1987年にはUCLA経営大学院でMBAを取得した。2000年、ウェストの退任に伴ってレイカーズのゼネラルマネージャーに就任した。
当時シャキール・オニールとコービー・ブライアントを擁していたレイカーズは2002年に3連覇を達成した。しかし翌シーズンに優勝を逃したため、カプチャックはカール・マローンとゲイリー・ペイトンを獲得する大型トレードを敢行したが、2004年ファイナルでデトロイト・ピストンズに敗れた。その後はオニールの退団や効果が見込めないトレードの繰り返しなどでチーム状況を悪化させ、エースのブライアントからは激しい批判を受けた。
しかし2007-08シーズン途中でパウ・ガソルの獲得に成功したレイカーズは4年ぶりのファイナル進出を果たし（ボストン・セルティックスに敗退）、カプチャックに対するブライアントやファンの評価は一転して高くなった。そしてレイカーズは翌2008-09シーズンに7年ぶりのリーグチャンピオンに輝き、翌年2連覇を達成した。その後、2011年にヘッドコーチのフィル・ジャクソンが退任して以降、チーム成績は後退の一途を辿った。カプチャックはスティーブ・ナッシュらベテランスターと契約を結ぶなどして対処に務めたが、2014年には9年ぶりとなるプレーオフ不出場に終った。2017年、カプチャックはゼネラルマネージャーを解任された。
2018年、カプチャックはシャーロット・ホーネッツのバスケットボール運営部長兼ゼネラルマネージャーに就任した。